# Диртутьродий
Диртутьродий — бинарное неорганическое соединение
родия и ртути
с формулой RhHg2,
кристаллы.

## Получение
- Сплавление стехиометрических количеств чистых веществ:

{\displaystyle {\mathsf {Rh+2Hg\ {\xrightarrow {320^{o}C}}\ RhHg_{2}}}}

## Физические свойства
Диртутьродий образует кристаллы
тетрагональной сингонии,
пространственная группа I 4/mmm,
параметры ячейки a = 0,455 нм, c = 0,299 нм, Z = 1,
структура типа платинадиртути PtHg2
.
Соединение образуется по перитектической реакции при температуре 320 °C .